# Борго а Моцано
Борго а Моцано (на италиански: Borgo a Mozzano) е община в Италия, в региона Тоскана, провинция Лука. Общината се намира в планинния район, долината на реката Серкио, на север от административния център Лука. Населението е около 7500 души (2008).
Общината е известна заради своя Мост дела Мадалена, общо наречен Дяволски Мост (Ponte del diavolo). Заради странната му структура, хората считат моста да е бил строен от дявол.